# Abd al-Aziz Khan
Sayyid Abd al-Aziz Khan fou kan de Bukharà, fill i successor de Nadir Muhammad (Nadhr Muhammad ibn Din Muhammad) el 1645.
Fou enviat pel seu pare a sufocar una revolta al nord del kanat però es va unir als rebels que el van proclamar kan. El seu pare, sabent de la seva energia i determinació es va retirar al seu feu original de Balkh (1645) i una vegada va creuar l'Oxus, Abd al-Aziz fou proclamat ràpidament a Bukharà. Va escriure al seu pare demanant perdó i va demanar que el seu germà Kutluk Sultan anés a Bukharà a rebre les seves explicacions detallades, però aquest es va revoltar. El seu germà Subhan Kuli fou enviat per recordar-li el seu deure, prometent-li, si tenia èxit, el títol de Kali Khani o comandant de l'exèrcit. Kutluk s'havia fet fort a Kunduz i Subhan Kuli va marxar a la fortalesa, la va prendre i va executar a Kutlug el que va molestar a Abd al-Aziz que va dir que l'havia enviat per corregir al seu germà i no per matar-lo. Com que la promoció de Subhan va quedar aturada, aquest es va revoltar.
Nadir va cridar en ajut a Shah Jahan, emperador mogol que va veure una oportunitat per engrandir el seu domini. Va enviar els seus fills Aurangzeb i Murad Bakhshi amb un fort exèrcit cap a Balkh, passant pel congost que portava de Kabul a Balkh (1647). Khosru Sultan de Ghur els va presentar resistència però fou capturat i enviat presoner a l'Índia. Nadir mentre va interceptar una carta d'algun membre de l'exèrcit mogol on revelava que el motiu real de l'expedició no era ajudar a Nadir contra el seu fill, sinó apoderar-se de Balkh. Llavors va reunir el seu tresor i va escapar de nit cap a Shaburgan i Andkhoy (Andkhud); fou perseguit però reforçat pel seu net Kasim Sultan de Maymana amb uns centenars d'homes, va derrotar els perseguidors.
Es va refugiar llavors a Pèrsia, on pel xa Abbas II era poc menys que un personatge sagrat, ja que la seva mare era descendent de l'imam Reza, i fou ben rebut i ben tractat. Mentre les forces dels mogols continuaven avançant i nomenant governadors a diverses ciutats al sud de l'Oxus mentre els uzbeks romanien al nord del riu. Els mongols van dominar Balkh dos anys (1647-1649).
Nadir havia preparat una campanya per recuperar la ciutat i la va iniciar de manera sobtada; durant quatre mesos hi va haver combats en els quals les tropes mongols van tenir moltes pèrdues. Les devastacions van causar la fam, que es va agreujar per un hivern terrible. Finalment Shah Jahan va acceptar la tornada de Nadir i va retirar les seves tropes cap al sud; molts soldats mogols van morir de fred i gana en la retirada. L'autor del Tarikh-i Mekim Khani explica que a l'any següent, en el seu camí a l'Índia, va veure piles d'ossos humans als camins. Nadir va poder tornar però com que no podia arranjar el conflicte amb els seus fills, finalment va decidir retirar-se de Balkh i abraçar la vida religiosa (1651). Va intentar donar la benedicció als seus fills, que Subhan Khan va refusar. Va marxar a la Meca, però va morir pel camí a Simnan. El seu cos fou portat a Medina i enterrat amb el del seu germà Iman Kuli Khan.
Subhan Kuli es va apoderar de Balkh i Abd al-Aziz va enviar el seu germà Kasim Sultan per ocupar la ciutat. Subhan va resistir i la fortalesa fou atacada durant quaranta dies i la rodalia devastada; es va retirar finalment cap a Hissar en acostar-se l'hivern. A la primavera es va dirigir a Khulm per a una conferència i es va acordar que Kasim Sultan seria governador de Balkh però que tindria com a successor a Subhan; poc després Kasim era assassinat. L'autor del Tarikh-i Merim Khani l'esmenta com brau, savi, generós i coratjós, bon poeta i escriptor que va deixar un diwan amb un miler de poesies algunes imitant a Saib Ispahani.
El 1655 Abu l-Ghazi Bahadur Khan (1644-1663) kan de Coràsmia o Khivà, va envair els dominis d'Abd al-Aziz i va començar una lluita sagnant que si bé es va aturar aviat, es va reprendre el 1662; durant aquesta lluita algunes caravanes russes que creuaven el territori de Khivà foren atacades; la lluita va continuar sota el seu fill el seu fill Anusha Khan (1663-1685).
Vambery condensa el seu final del regnat explicat al Tarikh-i Mekim Khani dient que va voler imitar l'exemple dels seus dos antecessors i va abdicar a favor del seu germà Subhan Kuli, per anar en peregrinació a la Meca. Subhan Kuli fou cridat a Bukharà aquest va enviar a l'atalik Iman Kuli i al pervaneji Tangri Berdi per dir que aniria a Bukharà quan Abd al-Aziz hagués abandonat la ciutat. Aquest missatge va causar un efecte negatiu en Abd al-Aziz i els cortesans es van aprofitar i van dissuadir al kan d'abdicar, però Tangri Berdi, que defensava els interessos del seu senyor, li va explicar una història exemplar: Quan el sultà Ibrahim de Balkh va passar per Nixapur per anar a la Meca, va visitar a Farad al-Din Attar, l'home més savi del seu temps, amb el que es va quedar a sopar; el savi era molt pobre i va pregar a Déu i llavors un plat de bon menjar va aparèixer a la taula i el seu hoste i ell mateix van menjar satisfets; el sultà va convidar al savi l'endemà a fer-li visita; el sultà va pregar i immediatament un munt de plats de carns delicades foren servits. El savi sorprès per la diversitat de benediccions del cel va preguntar a Déu perquè a ells només se li havia concedit un plat i al sultà un munt, i Déu va respondre que els dos eren els seus servidors però el sultà havia donat per Déu el seu ceptre i tron, mentre que el savi només havia donat una tenda; el mèrit del sultà era més gran i per això ho era la seva recompensa. Tangri Berdi li va dir que el sultà era ell i que el pelegrinatge seria una manera d'augmentar els seus mèrits. Abd al-Aziz va escoltar la història i tot seguit va confirmar la seva decisió d'abdicar; va preparar el viatge (1680) i va sortir el 1681 acompanyat de 300 pelegrins.
En el seu camí va gaudir de l'hospitalitat del xa de Pèrsia, Sulayman I (1666-1694). Es va allotjar al Palau de Gul Sutun a Esfahan i va prendre part al festival del Nowruz gaudint dels jardins de la ciutat en l'inici de la primavera. Després va passar a Hamadan, Bagdad i cap al desert on fou atacat per una banda de lladres que el van capturar i van demanar un rescat de 40.000 ducats i si no es pagaven li tallarien les cames i braços; el kan va prometre la meitat de la quantitat però els lladres àrabs no van acceptar. L'actitud ferma del kan el va salvar i finalment va poder arribar sa i estalvi a la Meca on va morir poc temps després, als 74 anys. Fou enterrat a Medina al costat del seu pare i el seu oncle.
S'esmenta com a característica seva que era d'una corpulència extraordinària i que dedicava moltes hores a la meditació.